# Đinh Gia Khánh

Giáo sư Đinh Gia Khánh (1924-2003)

Đinh Gia Khánh (25/12/1924 - 7/5/2003) là một giáo sư, nhà nghiên cứu văn hóa và văn học dân gian Việt Nam.

## Tiểu sử
Đinh Gia Khánh sinh tại Thái Bình, quê quán xã Lạc Khoái, huyện Gia Viễn, tỉnh Ninh Bình. Ông đỗ tú tài ban sinh ngữ tại Trường Bưởi (Hà Nội). Khi ông đang học dở năm thứ nhất đại học Luật thì Cách mạng tháng Tám nổ ra, ông tham gia Việt Minh. Tháng 9 năm 1945, ông trở lại làm giáo sư trung học, giảng dạy triết học và Anh ngữ tại Trường Bưởi. Tháng 12 năm 1946, chiến tranh Việt-Pháp bùng nổ, ông đứng trong hàng ngũ Việt Minh tham gia kháng chiến chống lại quân đội Pháp, có thời kỳ làm báo trong quân đội Việt Minh. Tháng 4 năm 1947, ông giảng dạy tại Trường trung học Hàn Thuyên (Bắc Ninh). Năm 1951, giảng dạy tại Trường Sư phạm, Khu học xá Nam Ninh, Trung Quốc. Từ tháng 9 năm 1956, ông về nước giảng dạy văn học và Hán-Nôm tại Khoa Ngữ văn, trường Đại học Tổng hợp Hà Nội (nay là Đại học Khoa học Xã hội và Nhân văn, Đại học Quốc gia Hà Nội) và gắn bó với nơi này, trở thành một trong những giáo sư tài năng, uyên bác.
Đinh Gia Khánh chủ yếu tự học. Khi tốt nghiệp trung học, ông đã rất giỏi tiếng Anh, tiếng Pháp và sau này còn tự học thêm tiếng Nga, tiếng Đức ở một mức độ nhất định làm công cụ nghiên cứu. Vốn Hán học của ông, dù là tự học, nhưng thuộc lớp những người uyên thâm ở Việt Nam sau năm 1954.
Năm 1980, ông được phong học hàm giáo sư ngành văn học dân gian, mà học trò vẫn thường gọi ông là "giáo sư kép", bởi trên lĩnh vực Văn học - Văn hóa dân gian hay Văn học trung đại ông đều rất xứng đáng với học hàm này. Trước khi nghỉ hưu năm 1999, ông làm chuyên gia nghiên cứu cấp cao của Trung tâm Khoa học Xã hội và Nhân văn Quốc gia (nay là Viện Khoa học Xã hội Việt Nam). Chính Đinh Gia Khánh là người đã sáng lập Viện Văn hóa dân gian (nay là Viện Nghiên cứu Văn hóa) đồng thời giữ chức viện trưởng từ 1983 đến 1987, Tạp chí Văn hoá dân gian. Ông mất tại Hà Nội ngày 7 tháng 5 năm 2003.
Giáo sư Đinh Gia Khánh được tặng Giải thưởng Hồ Chí Minh đợt 1 (năm 1996) về khoa học xã hội và nhân văn.
Tên ông hiện đã được đặt cho một con đường tại Khu trung tâm hành chính Quận Ngũ Hành Sơn - Đà Nẵng. (Click để tới vị trí con đường trên Google Maps)

## Công trình nghiên cứu
- Văn học cổ Việt Nam (1964).
- Văn hoá dân gian Việt Nam (1972 gồm 2 tập).
- Điển cố văn học (1976).
- Ca dao Việt Nam (1983).
- Địa chí văn hóa dân gian Vĩnh Phú (1986).
- Trên đường tìm hiểu văn hoá dân gian (1989).
- Địa chí văn hóa dân gian Thăng Long – Đông Đô – Hà Nội (1991).
- Văn hoá dân gian Việt Nam trong bối cảnh Đông Nam Á (1993).
- Địa chí văn hóa dân gian Nghệ Tĩnh (1995).
- Văn hoá dân gian Việt Nam với sự phát triển của xã hội Việt Nam (1995).
- Tổng chủ biên của Tổng tập văn học Việt Nam gồm 42 tập.
- Nhiều công trình nghiên cứu, dịch thuật, biên soạn khác.

## Đóng góp
Tiếp tục các nghiên cứu có tính chất đặt nền móng của Đào Duy Anh, Nguyễn Văn Huyên, Đinh Gia Khánh đã đi sâu vào lĩnh vực văn học dân gian, các công trình của ông có tính chất định hướng và đề ra phương pháp luận cho nghiên cứu văn học dân gian và là sách giáo khoa chuẩn mực của Việt Nam. Các công trình của ông đã góp phần làm rõ những thành tố, sự phát triển, vai trò của văn học dân gian trong từng giai đoạn của xã hội Việt Nam đồng thời chỉ ra những nét tương đồng và đặc thù của văn học dân gian Việt Nam trong bối cảnh Đông Nam Á. Giới chuyên môn đánh giá ông là người đầu tiên đưa ra những nghiên cứu khoa học về văn học dân gian Việt Nam trong bối cảnh vùng Đông Nam Á. Trong lĩnh vực giảng dạy, kiến thức và nhiệt huyết của ông đã góp phần đào tạo nhiều thế hệ sinh viên, các nhà khoa học mà trong số đó không ít người đã thành danh đóng góp vào sự phát triển của khoa học xã hội và nhân văn Việt Nam.